# Poa seleri
Poa seleri es una especie de gramínea  perteneciente a la familia Poaceae.

## Descripción
Planta perenne cespitosas. Tiene tallos de 45-95 cm de altura, basalmente decumbentes. Vainas escábridas; lígula 2-3 mm; láminas 10-20 cm x 2-3 mm, aplanadas, glabras, las láminas basales blandas, patentes. Panícula 7-19 x 5 cm, cilíndrica, abierta, péndula; ramas 2-5 en el nudo más inferior, patentes, desnudas en el 1/2 inferior. Espiguillas 3.2-4.5 mm, patentes; gluma inferior 1.1-1.4 mm, 1-nervia; gluma superior 1.8-2 mm, 3-nervia; flósculos 3; lemas 2.2-2.7 mm, glabras o escasamente escábridas en la quilla; páleas escabriúsculas en las quillas.

## Distribución y hábitat
Se encuentra en los bosques abiertos de Pinus a una altitud de  2000-4000 metros en Guatemala de donde es endémica.

## Taxonomía
Poa seleri fue descrita por Robert Knud Pilger y publicado en Verhandlungen des Botanischen Vereins für die Provinz Brandenburg und die Angrenzenden Länder 51(Abhandl.): 17. 1909.
Etimología
Poa: nombre genérico derivado del griego poa = (hierba, sobre todo como forraje).
seleri: epíteto
Sinonimia
- Poa guatemalensis Hitchc.[3][4]